# Jacopo Costantini
Jacopo Costantini (Perugia, 19 settembre 1989) è un attore italiano.

## Biografia
A 19 anni inizia a studiare recitazione a Bologna presso la Scuola di teatro Alessandra Galante Garrone e in seguito presso l'Accademia Internazionale d'Arte Drammatica del Teatro Quirino a Roma.
Nel 2012 debutta a teatro accanto al suo mentore Lello Arena nel ruolo del Marchesino Eugenio in 'Miseria e Nobiltà', diretto da Geppy Gleijeses e prodotto dal Teatro Quirino.
Nel 2018 è co-protagonista nella commedia indipendente 'Te lo dico pianissimo' del regista Pasquale Marrazzo. Nell'estate 2019 sempre con Pasquale Marrazzo gira da protagonista il film 'Prossimo Tuo - Hotel Milano'.
Nel 2020 è uno dei tre protagonisti insieme a Lodo Guenzi e Matteo Gatta del film di successo Est - Dittatura Last Minute di Antonio Pisu, prodotto da Genoma Films. Il film viene presentato fuori concorso alle Giornate degli Autori della Mostra del Cinema di Venezia 2020. Nel Giugno 2021 grazie a questo lavoro vince il Premio Guglielmo Biraghi come miglior attore giovane ai Nastri d'argento 2021.
Nel 2019 Jacopo inizia a vivere e lavorare tra l'Italia e New York, dove prosegue i suoi studi attoriali con acting coach internazionali.

Nel 2022 fa il suo debutto a Off-Broadway in Vatican Falls diretto da Frank J Avella e Carlotta Brentan prodotto da The Tank di New York.
Nel 2023 Jacopo è protagonista accanto a Giovanni Anzaldo del pluripremiato cortometraggio L'Acquario di Gianluca Zonta, mentre nel 2024 gira il sequel di Est, Tornando a Est sempre diretto da Antonio Pisu accanto ai colleghi e amici Lodo Guenzi e Matteo Gatta.